# Paul Romain
Paul Romain (ur. ok. 1735, zm. w styczniu 1822 w Léogâne) – haitański wojskowy i polityk, z nadania Henryka I książę du Limbé.

## Zarys biografii
W wyborach prezydenckich 28 grudnia 1806 otrzymał 14 głosów deputowanych konstytuanty, przegrywając z gen. Henrim Christophe'em. Po wystąpieniu tego ostatniego przeciwko Republice opowiedział się po jego stronie. Przewodniczył obradom zgromadzenia mandatariuszy Państwa Haiti. Był również jednym z głównych twórców ustawy zasadniczej Królestwa Haiti (1811). Jako jeden z najbliższych doradców Henryka I pełnił szereg kluczowych funkcji (marszałek wielki, radca stanu, minister wojny i marynarki wojennej). 8 kwietnia 1811 otrzymał od monarchy tytuł księcia du Limbé. 1 maja tego samego roku został odznaczony Krzyżem Wielkim Orderu Świętego Henryka.
Po upadku monarchii został (15 października 1820) obwołany prezydentem północnej części Haiti przez grupę generałów. Jednak już kilka dni później, wraz ze swymi współpracownikami, wydał odezwę, w której akceptował zjednoczenie kraju.